# Simon Leborne
Aimé Ambroise Simon Leborne auch: Aimé Le Borne (* 29. Dezember 1797 in Brüssel; † 2. April 1866 in Paris) war ein französischer Komponist belgischer Herkunft. 

## Leben und Wirken
Simon Leborne, Sohn eines Schauspielers verbrachte seine Jugend in Versailles und erhielt dort ersten Violinunterricht. Er studierte am Pariser Konservatorium bei Luigi Cherubini und Victor Dourlen. 1818 gewann er mit der Kantate Jeanne d'Arc den Second Prix de Rome und 1820 mit Sophonisbe den Premier Grand Prix de Rome. Er unterrichtete Solfège ab Januar 1820 am Konservatorium und war dort von 1836 bis zu seinem Tode Professor für Kontrapunkt und Fugenlehre, zugleich war er Bibliothekar und Chef der Kopie an der Pariser Oper. Zu seinen Schülern zählten u. a. Aimé Maillart, César Franck, Adolphe Deslandres und Victorin de Joncières.
Als Komponist konzentrierte er sich auf Opern und Kantaten, die wegen ihrer technischen Perfektion als Lehrstücke galten.